# 凱德靈加山
凱德靈加山是冰島的火山，位於該國中部，面積約100平方公里，海拔高度1,477米，山體由流紋岩組成，該地區的夏季滑雪勝地在2000年結業。

## 外部連結
- Description and links to hiking tours (= Gönguleiðir) with photo（页面存档备份，存于）
- islandsmyndir.is, photos